# Pascual Ruiz Huidobro
Pascual Ruiz Huidobro (Orense, España, 1 de abril de 1752 - Mendoza, Provincias Unidas del Río de la Plata, 1813) era un militar español peninsular de larga carrera en el Virreinato del Río de la Plata, que luchó contra las invasiones inglesas como gobernador de Montevideo y que apoyó la Revolución de Mayo.

## Las invasiones inglesas
Pascual Ruiz Huidobro hizo una larga carrera naval en Cádiz y otros destinos.
Llegó al Río de la Plata con la expedición del virrey Pedro de Ceballos en 1777. Tras pasar por distintos destinos en la América española, ascendió a teniente general de marina.
En 1803 fue nombrado gobernador civil y militar de Montevideo, en el Virreinato del Río de la Plata y jefe de la flota allí estacionada. Al año siguiente, al asumir Rafael de Sobremonte como virrey, ocupó su cargo de inspector de tropas del virreinato, es decir, segundo en el mando militar.
Al saber que se estaban por producir las invasiones inglesas, el virrey mandó la mayor parte de sus tropas a Montevideo, ya que pensaba que ese sería el objetivo central de la invasión. Pero los ingleses tomaron Buenos Aires casi sin resistencia.
Organizó una expedición para reconquistar Buenos Aires, pero justo cuando estaba listo para partir llegó el capitán Santiago de Liniers, que tenía buena información sobre la resistencia que se estaba organizando. Por eso le entregó el mando de las tropas. Con ellos y con los voluntarios de Buenos Aires, Liniers consiguió la Reconquista.
Al año siguiente se produjo la segunda invasión inglesa, comenzando por Maldonado y después atacando Montevideo. Ruiz Huidobro cometió un error estratégico muy grave al no encerrarse en la ciudad amurallada, sino que salió a hacerle frente en la zona de las quintas que rodeaba la ciudad; fueron destrozados. Unos días más tarde, la ciudad caía en manos inglesas durante un ataque nocturno que no había previsto. Fue tomado prisionero y enviado a Inglaterra, en represalia por la resistencia que había opuesto a la anterior invasión.
Casi al mismo tiempo, el cabildo de Buenos Aires decidía la destitución de Sobremonte y su reemplazo por el oficial más antiguo, que resultó ser Ruiz Huidobro. Perdía así la primera oportunidad de llegar a virrey.

## Regreso al Río de la Plata
Al iniciarse la alianza entre Inglaterra y España, Pascual Ruiz Huidobro fue liberado y regresó a la península.
Durante el principio de la Guerra de Independencia Española fue diputado de la Junta Suprema del Reino de Galicia. Al saber de la destitución de Sobremonte, ésta lo nombró un reemplazante al Virreinato del Río de la Plata, con títulos por demás dudosos. Logró sortear con éxito las intrigas de la infanta Carlota Joaquina de Borbón, que intentó enviarlo de regreso a la Península. Pero, al llegar, encontró que el cabildo de Buenos Aires había ya nombrado a Liniers y que se negaba a entregarle el mando al recién llegado. Como su nombramiento no era mucho más regular que el de Liniers, se contentó con el cargo de inspector de armas del virreinato. Así perdía su segunda oportunidad.
Durante la asonada de Álzaga del 1 de enero de 1809, tras el fracaso de los primeros intentos del grupo de Martín de Álzaga, este apoyó la idea del obispo Benito Lué de destituir a Liniers y reemplazarlo por el oficial más antiguo. El candidato era Ruiz Huidobro, que llegó a ser reconocido por Liniers. Pero la rápida acción del coronel Cornelio Saavedra salvó el puesto para Liniers. Fue la tercera frustración para don Pascual.

## La Revolución de Mayo
Pascual Huiz Huidobro apoyó la Revolución de Mayo y en el cabildo abierto del 22 de mayo de 1810 fue el segundo en tomar la palabra, después del obispo Lué. Se pronunció por la destitución del virrey Baltasar Hidalgo de Cisneros y el paso del poder al cabildo hasta que el gobierno legítimo de España fuera repuesto. Como el cabildo no podía ejercer el poder militar, el candidato para ese puesto era, nuevamente, Ruiz Huidobro. Pero a continuación habló Saavedra, que se apoyó en su argumentación pero propuso la formación de una Junta de Gobierno. Y por cuarta y última vez, perdió la oportunidad de ser virrey.
Durante el gobierno de la Primera Junta fue separado del mando militar, sospechoso por ser español.
En 1812, el Primer Triunvirato lo incluyó en las investigaciones por la supuesta conspiración de Álzaga. No fue enjuiciado, pero juzgó más prudente viajar a Chile, donde pensaba ofrecer sus servicios militares al dictador José Miguel Carrera. El Segundo Triunvirato lo nombró embajador ante el gobierno de ese país. Nunca llegó, pues murió en el viaje, en marzo de 1813 en la ciudad de Mendoza.